# Christa Laetitia Deeleman-Reinhold
Pour les articles homonymes, voir Reinhold.
Christa Laetitia Deeleman-Reinhold, née le 23 novembre 1930 et morte le 26 mars 2025, est une arachnologiste néerlandaise.

## Biographie
Diplômée de l'université de Leyde en 1978, Christa Laetitia Reinhold est une spécialiste des aranéofaunes d'Asie du Sud-Est et d'Europe du Sud. Mariée avec Paul Robert Deeleman, elle rédige quelques articles avec lui.

## Taxonsnommés en son honneur
- Deelemania Jocqué & Bosmans, 1983
- Troglohyphantes deelemanae Tanasevitch, 1987
- Harpactea deelemanae Dunin, 1989
- Kenocymbium deelemanae Millidge & Russell-Smith, 1992
- Hersilia deelemanae Baehr & Baehr, 1993
- Dianleucauge deelemanae Song & Zhu, 1994
- Amaurobius deelemanae Thaler & Knoflach, 1995
- Dubiaranea deelemanae Millidge, 1995
- Cryphoecina deelemanae Deltshev, 1997
- Deelemanella Yoshida, 2003
- Molione christae Yoshida, 2003
- Rhitymna deelemanae Jäger, 2003
- Herennia deelemanae Kuntner, 2005
- Spermophora deelemanae Huber, 2005
- Dolichognatha deelemanae Smith, 2008

## Quelques taxons décrits
- Bacillemma Deeleman-Reinhold, 1993
- Bacillemma leclerci Deeleman-Reinhold, 1993
- Borneomma Deeleman-Reinhold, 1980
- Calamoneta Deeleman-Reinhold, 2001
- Calamopus Deeleman-Reinhold, 2001
- Castoponera Deeleman-Reinhold, 2001
- Cheiracanthium Deeleman-Reinhold, 2001
- Clubiona hindu Deeleman-Reinhold, 2001
- Dysdera anatoliae Deeleman-Reinhold in Deeleman-Reinhold & Deeleman, 1988
- Dysdera arabica Deeleman-Reinhold in Deeleman-Reinhold & Deeleman, 1988
- Dysdera gemina Deeleman-Reinhold in Deeleman-Reinhold & Deeleman, 1988
- Dysderocrates Deeleman-Reinhold & Deeleman, 1988
- Echinax Deeleman-Reinhold, 2001
- Fageiella ensigera Deeleman-Reinhold, 1974
- Hamadruas Deeleman-Reinhold, 2009
- Hygrocrates Deeleman-Reinhold in Deeleman-Reinhold & Deeleman, 1988
- Iberoneta Deeleman-Reinhold, 1984
- Iberoneta nasewoa Deeleman-Reinhold, 1984
- Kaemis Deeleman-Reinhold, 1993
- Koppe Deeleman-Reinhold, 2001
- Leclercera Deeleman-Reinhold, 1995
- Malamatidia Deeleman-Reinhold, 2001
- Mesostalita Deeleman-Reinhold, 1971
- Micropholcus Deeleman-Reinhold & Prinsen, 1987
- Nusatidia Deeleman-Reinhold, 2001
- Olin Deeleman-Reinhold, 2001
- Olin platnicki Deeleman-Reinhold, 2001
- Palliduphantes minimus (Deeleman-Reinhold, 1985)
- Panjange Deeleman-Reinhold & Deeleman, 1983
- Pehrforsskalia Deeleman-Reinhold & van Harten, 2001
- Pehrforsskalia conopyga Deeleman-Reinhold & van Harten, 2001
- Plynnon Deeleman-Reinhold, 2001
- Pranburia Deeleman-Reinhold, 1993
- Pranburia mahannopi Deeleman-Reinhold, 1993
- Pristidia Deeleman-Reinhold, 2001
- Pteroneta Deeleman-Reinhold, 2001
- Rhodera Deeleman-Reinhold, 1989
- Rhodera hypogea Deeleman-Reinhold, 1989
- Sabahya Deeleman-Reinhold, 1980
- Scopalio Deeleman-Reinhold, 2001
- Scopalio verrens Deeleman-Reinhold, 2001
- Serendib Deeleman-Reinhold, 2001
- Sudharmia Deeleman-Reinhold, 2001
- Summacanthium Deeleman-Reinhold, 2001
- Tamin Deeleman-Reinhold, 2001
- Troglohyphantes boudewijni Deeleman-Reinhold, 1974
- Troglohyphantes brevipes Deeleman-Reinhold, 1978
- Troglohyphantes dekkingae Deeleman-Reinhold, 1978
- Troglohyphantes diabolicus Deeleman-Reinhold, 1978
- Troglohyphantes draconis Deeleman-Reinhold, 1978
- Troglohyphantes inermis Deeleman-Reinhold, 1978
- Troglohyphantes pretneri Deeleman-Reinhold, 1978
- Vytfutia Deeleman-Reinhold, 1986
- Xantharia Deeleman-Reinhold, 2001

## Publications
- Deeleman-Reinhold, 1971 : Beitrag zur Kenntnis höhlenbewohnender Dysderidae (Araneida) aus Jugoslawien. Razprave slovenska akademija znanosti in umetnosti,, vol. 14, p. 95-120.
- Deeleman-Reinhold, 1974 : The cave spider fauna of Montenegro (Araneae). Glasnik Republičkog Zavoda za zaštitu prirode i Prirodnjačkog Muzeja, vol. 6, p. 9-33.
- Deeleman-Reinhold, 1978 : Revision of the cave-dwelling and related spiders of the genus Troglohyphantes Joseph (Linyphiidae), with special reference to the Yugoslav species. Academia Scientiarum et Artium Slovenica, Classis IV: Historia Naturalis, Institutum Biologicum Ionnis Hadži, Ljubljana, vol. 23, p. 1-220.
- Deeleman-Reinhold, 1980 : Contribution to the knowledge of the southeast Asian spiders of the families Pacullidae and Tetrablemmidae. Zoologische Mededelingen Leyde, vol. 56, p. 65-82 (texte intégral).
- Deeleman-Reinhold & Prinsen, 1987 : Micropholcus fauroti (Simon) n. comb., a pantropical, synanthropic spider (Araneae: Pholcidae). Entomologische Berichten, Amsterdam, vol. 47, p. 73-77.
- Deeleman-Reinhold & Deeleman, 1988 : Révision des Dysderinae (Araneae, Dysderidae), les espèces méditerranéennes occidentales exceptées. Tijdschrift voor Entomologie, vol. 131, p. 141-269.
- Deeleman-Reinhold, 1993 : A remarkable troglobitic tetrablemmid spider from a cave in Thailand (Arachnida: Araneae: Tetrablemmidae). Natural History Bulletin of the Siam Society, vol. 41, n. 2, p. 99-103.
- Deeleman-Reinhold, 1995 : The Ochyroceratidae of the Indo-Pacific region (Araneae). The Raffles Bulletin of Zoology Supplement, n. 2, p. 1-103.
- Deeleman-Reinhold, 2001 : Forest spiders of South East Asia: with a revision of the sac and ground spiders (Araneae: Clubionidae, Corinnidae, Liocranidae, Gnaphosidae, Prodidomidae and Trochanterriidae. Brill, Leyde, p. 1-591.